# Szabad kultúra
A szabad kultúra vagy más néven szabad licencű kultúra a szabad kultúra mozgalom termékeinek, kezdeményezéseinek és közösségeinek összessége.

## Történet
A szabad kultúra fogalma a szabad információs társadalom igényével erősödött fel. A szabad szoftver mozgalomban létrehozott tudományos és engedélyében ugyancsak szabad művészet – szabad kulturális örökség körébe tartozó tartalmak természetesen adták e fogalom létrejöttét különösen az ezredfordulón a copyright-monopóliumok további extrém kiterjesztése után.

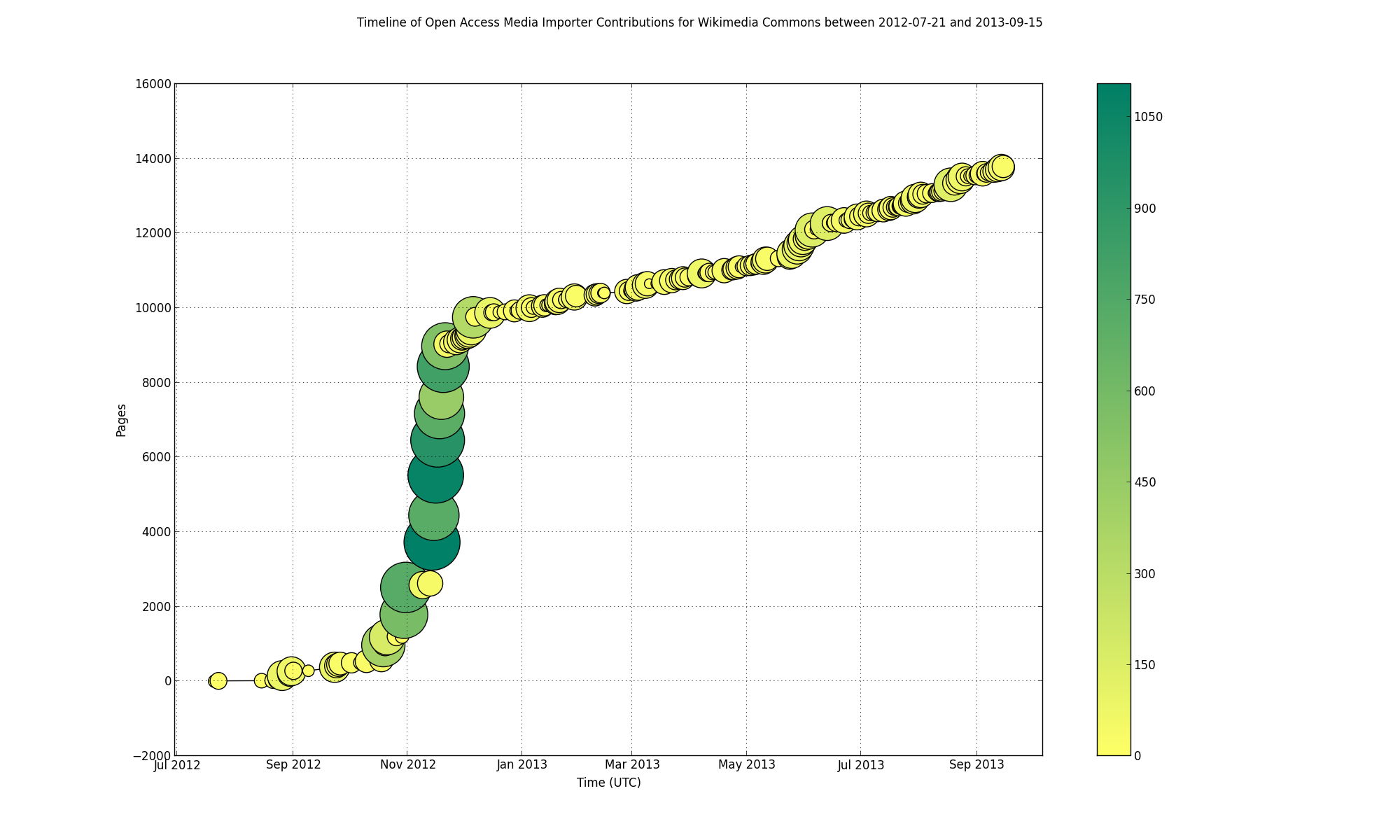
A Wikimédia Commons egy növekedési grafikonja; az alkotóknak az egyik legfőbb tér, ahová feltölthetik tudományos és művészeti illusztrációikat

A már létrejött szabad tartalmak (és a Mickey egér törvény, hivatalos nevén Copyright Term Extension Act (CTEA)) után felgyorsult az olyan licencek létrejötte, mint a francia Libre Art Licence vagy a Creative Commons, illetve megjelent a Libre Culture Manifesto. A CC licenc a legnépszerűbb lett, egy 2014-es jelentés szerint már most több százmillió CC-BY-SA licencű műalkotás van a világon.

## Szabad kulturális projektek
A jelentős szabad kulturális projektekhez szabad kulturális terekre van szükség. Példák:
- Wikimedia Foundation
  - Wikipédia - Szabad enciklopédia
  - Wikimédia Commons - Szabad művészet és más illusztrációhoz használható szabad médiafájlok gyűjteménye
- Mutopia Project
- OpenStreetMap A WMF katica logója

A WMF katica logója

A szabad kultúra szereplői alkotói számára különösen fontos alkotásaik szabad mivoltára a megfelelő terminológia használata.

## Fordítás
- Ez a szócikk részben vagy egészben  a   Libre culture című angol Wikipédia-szócikk fordításán alapul.  Az eredeti cikk szerkesztőit annak laptörténete sorolja fel. Ez a jelzés csupán a megfogalmazás eredetét és a szerzői jogokat jelzi, nem szolgál a cikkben szereplő információk forrásmegjelöléseként.

## Galéria

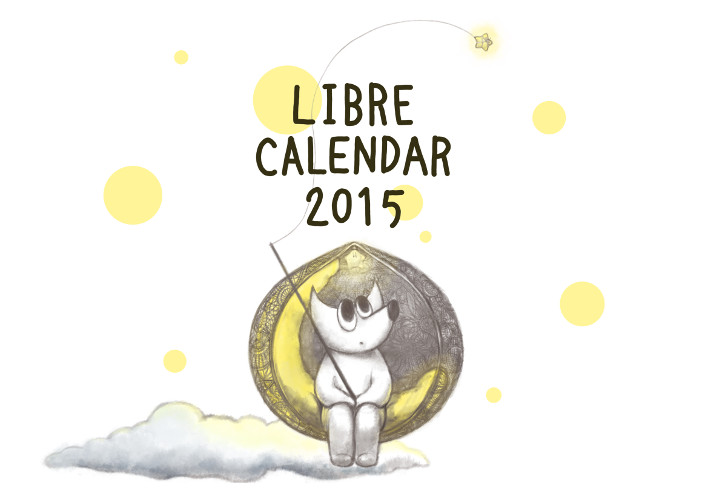
A francia LILA alkotócsoport szabadnaptára
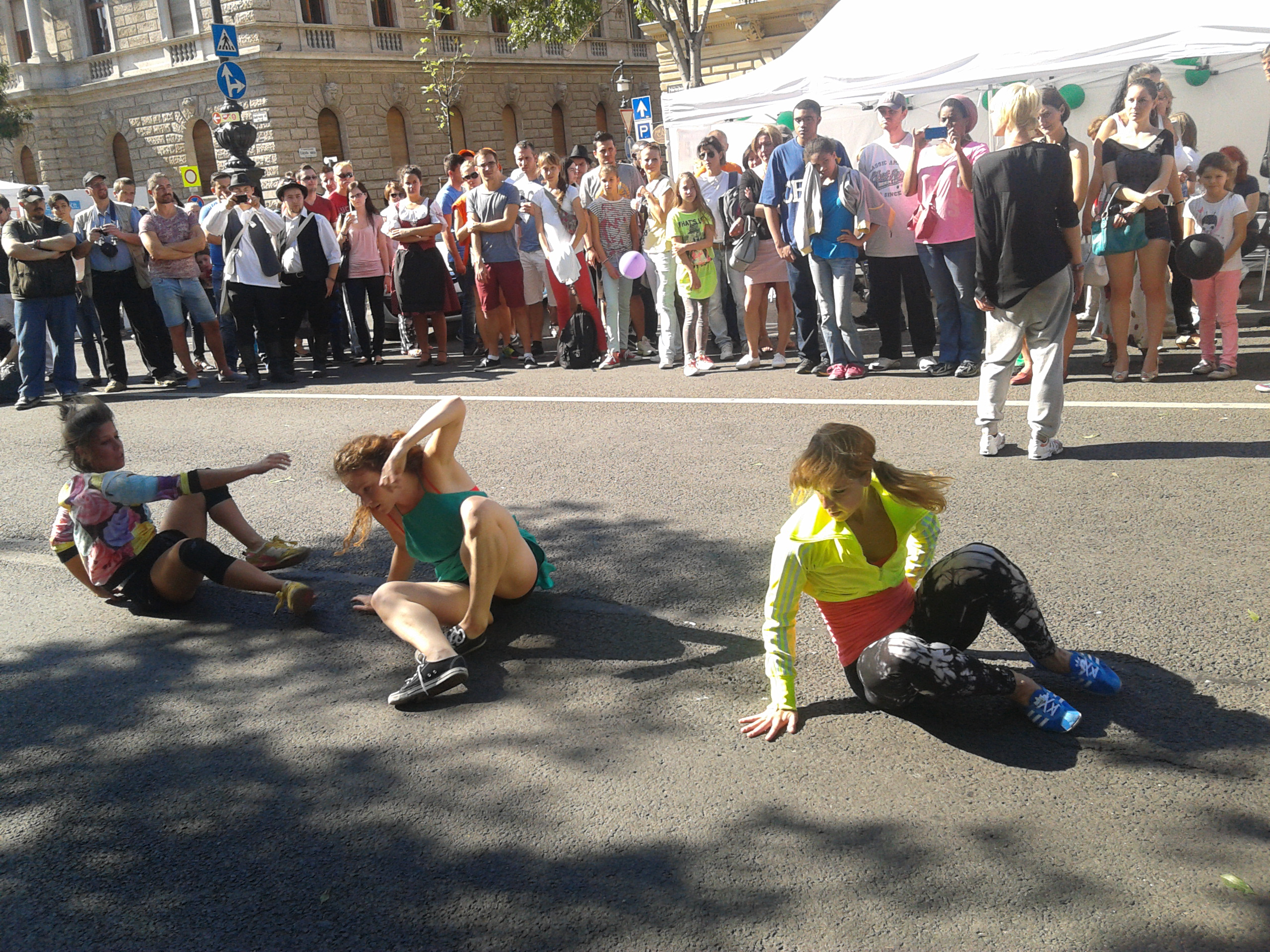
Szabad táncművészet Budapesten
Sita Sings the Blues, egy szabad film
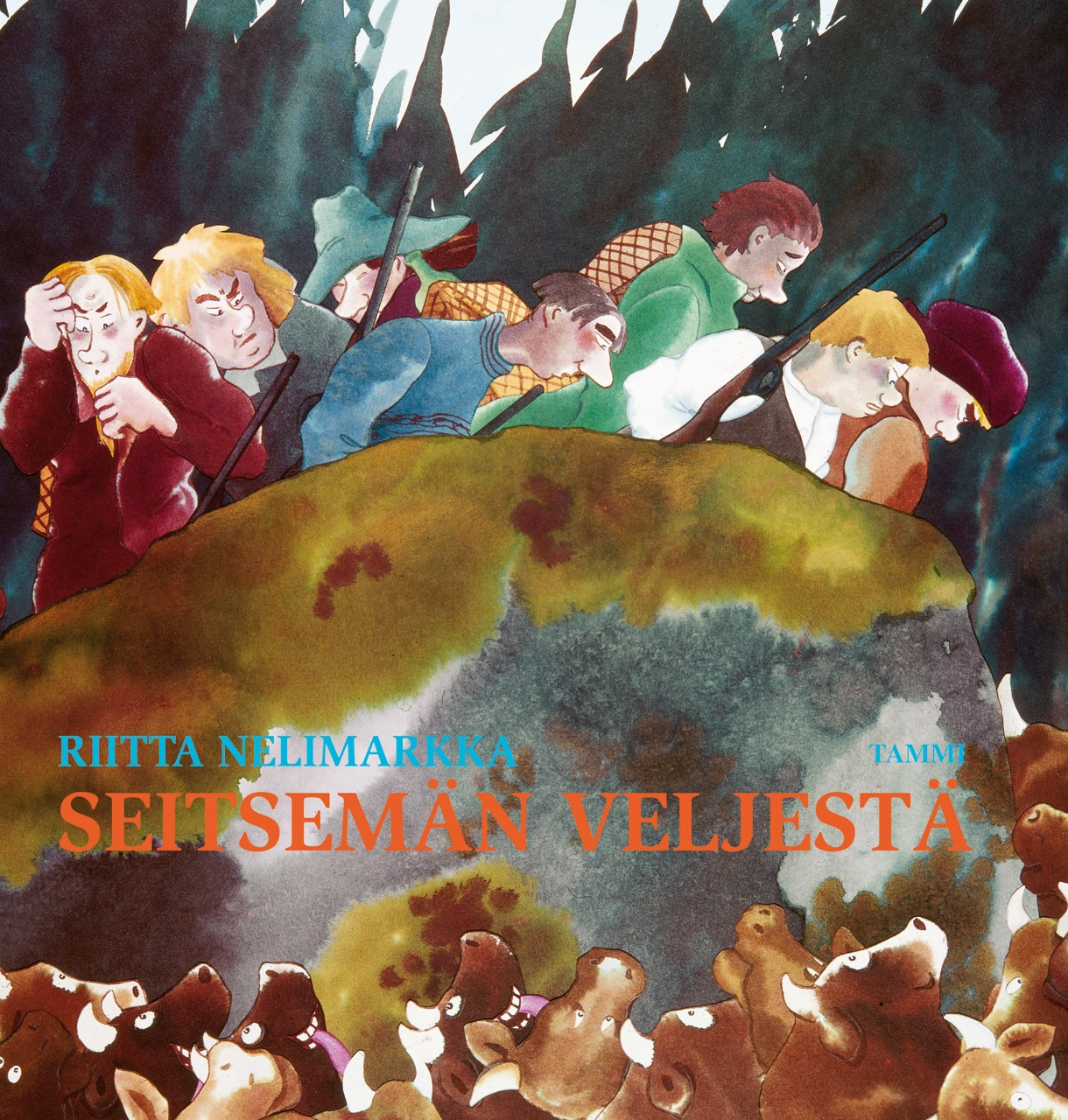
Szabad kép a '7 fivér' című rajzfilmből Finnországból
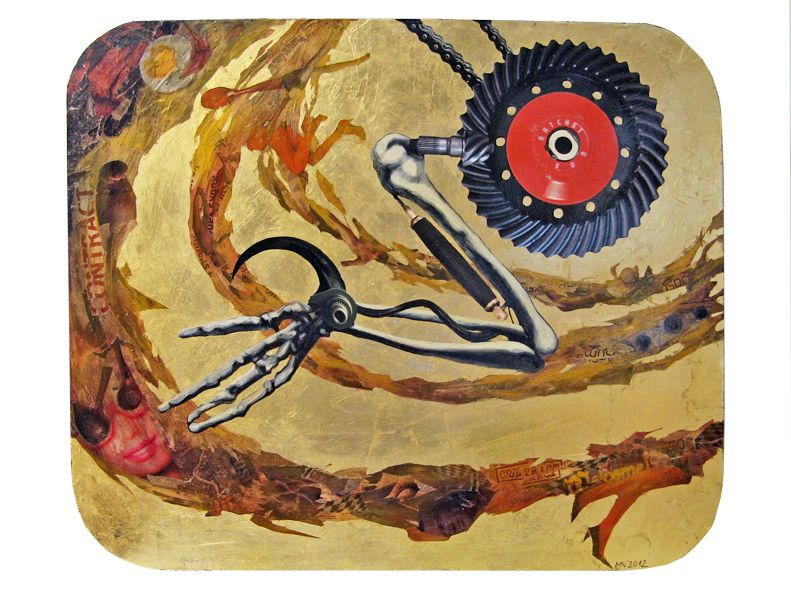
Deus Ex Machina I - Mall Nukke egy szabad festménye, Észtországból.